# مركز السباحة الوطني ببكين

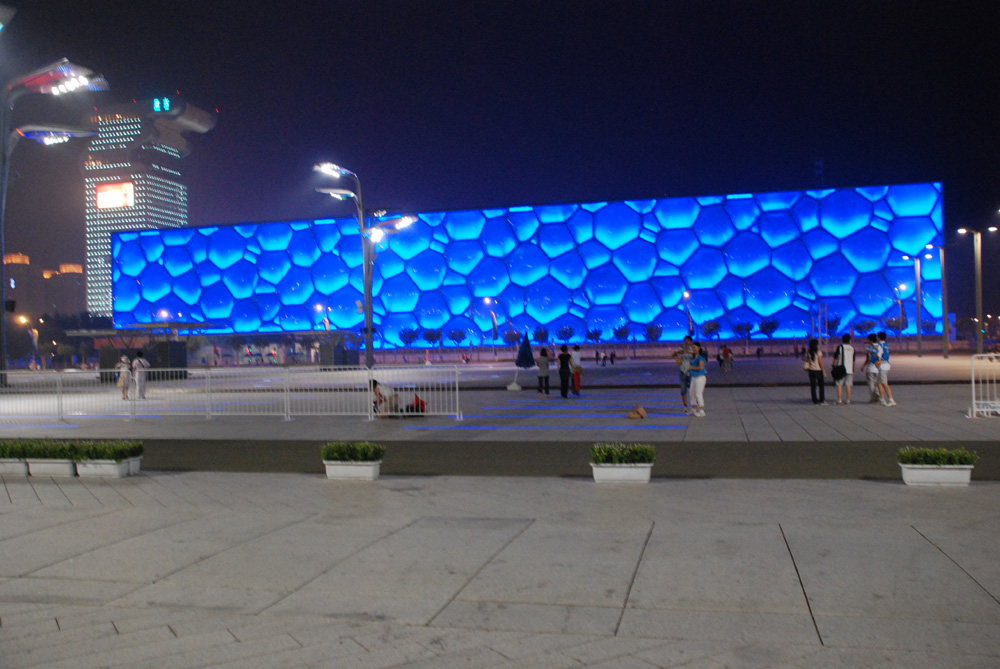

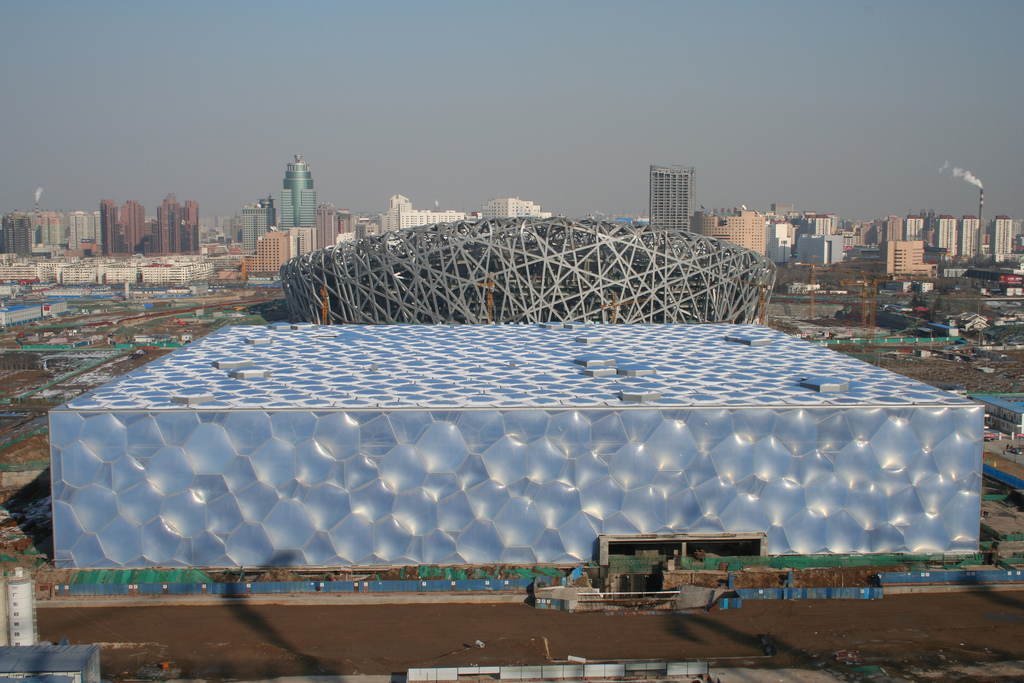

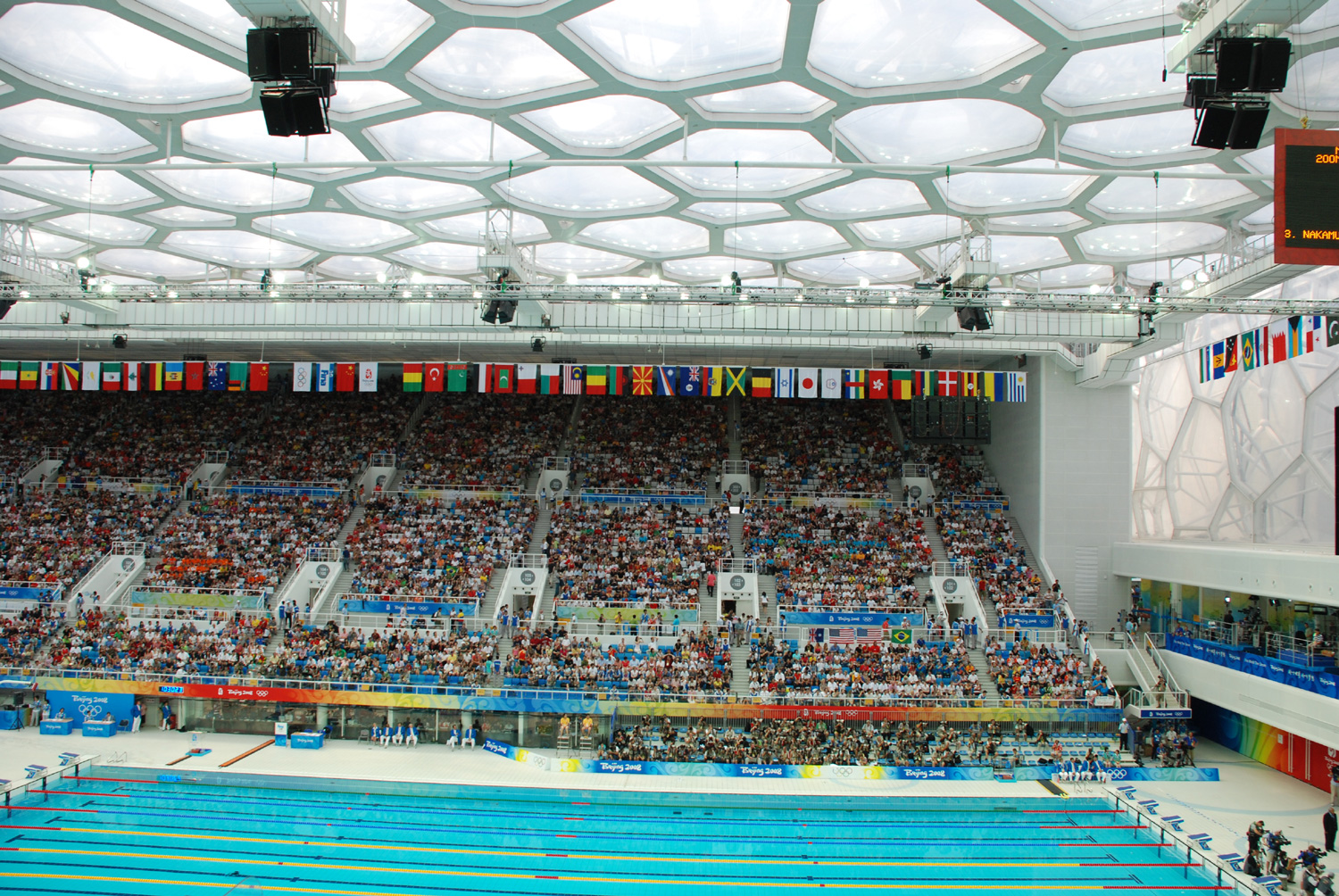

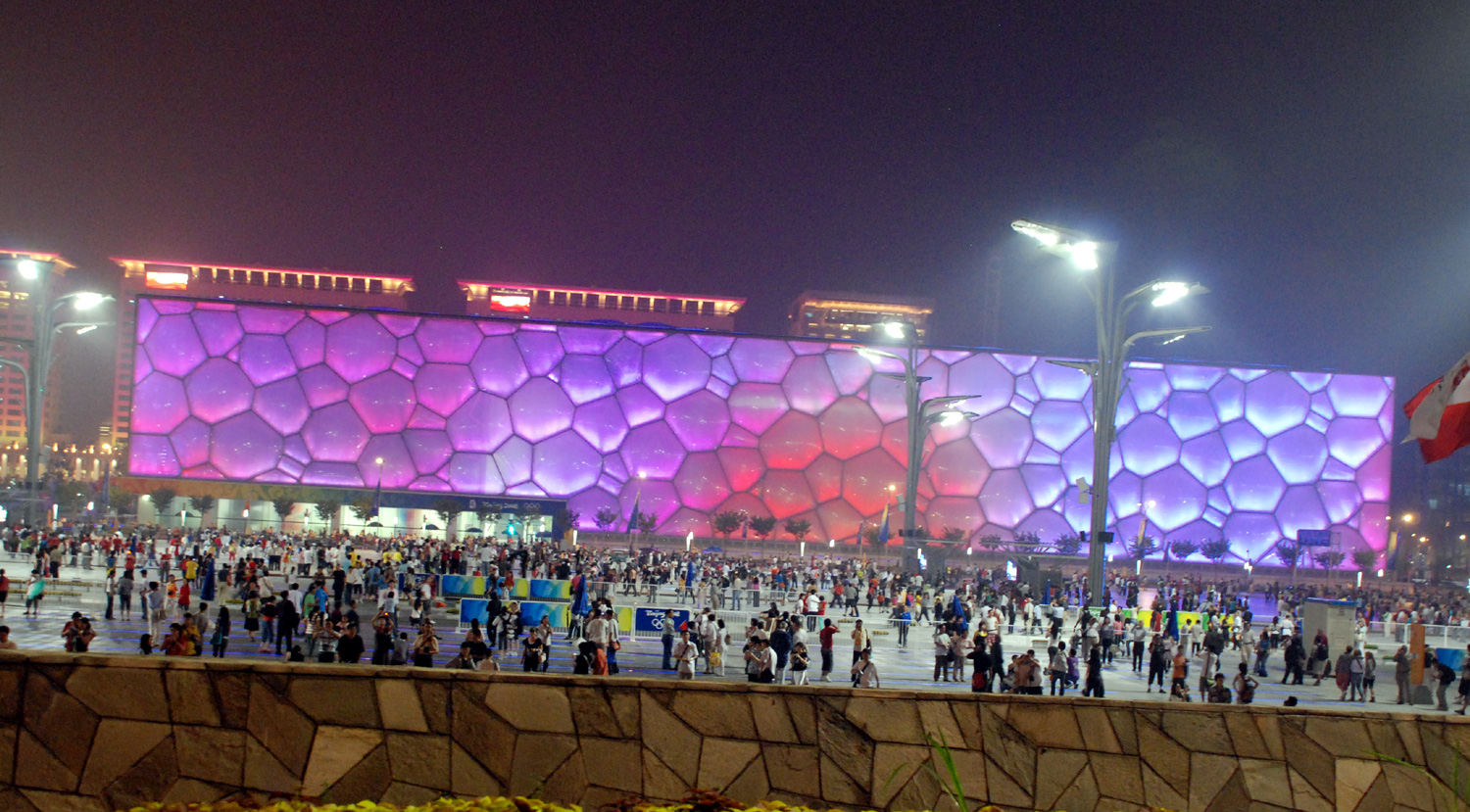

مركز السباحة الوطني في الحديقة الأولمبية تبلغ مساحته 79532 متر مربع وهو من ضمن الاستادات حديثة البناء التي خصصت لأجل أولمبياد بكين وتجري في المركز رياضات الغطس والسباحة والسباحة التشكيلية ويحتوي 4000 مقعد ثابث وألفي مقعد متحرك بينما مجموع المقاعد المخصصة للتجمع الأولمبي فهي 11 ألف مقعد.

بدأ العمل في بناءه في ديسمبر 2003 وتمت الإنشاءات في النصف الثاني من 2007 ويسميه الصينيون المكعب المائي.

## معلومات عامة
- المساحة: 000 100 م²
- الكلفة: بين 100 و 150 مليون يورو
- مدة المشروع: خمس سنوات (24 ديسمبر 2003-28 يناير 2008)
- القدرة: 000 17 مقعد
- الأبعاد:
  - العرض : 177 متر
  - الطول : 177متر
  - الارتفاع : 30 متر

## نبذة
- استخدام المشروع للمسابقات المائية الأولمبية لعام 2008 في بكين – الصين.
- يشتمل المبنى على ثلاث برك للسباحة ومدرجات تحتوي على 000 17 مقعد منها 6000 مقعد دائم و 000 11 مقعد مؤقت مع جميع الخدمات.

### فكرة الشكل الخارجي للمشروع
لعكس وظيفة المبنى والبيئة الداخلية على شكله الخارجي. حيث العنصر الأساسي المستخدم في وظيفة البن اء هو الماء فاستخدم شكل فقاعات الصابون وباللون الأزرق حيث أن الماء لا يملك صورة ثابتة وإنما يعكس لون ما يسقط عليه، وجعل الزوار يشعرون بالبيئة المائية. وفكرة المصممين عمل شيء مختلف عما حوله، حيث يوجد
بجانبه ستاد عش الطائر فقالوا:
The bird’s nest was red and around, and the Water Cube would be blue and boxy
- سمي مكعب الماء بالرغم أنه ليس مكعباً.
- حاول المصممون في البداية وضع أشكال اسطوانية بجانب بعضها ولكنها لم تحظ بالإعجاب، لذلك طوروا (Gabs) التي تبدو أشكال الفقاعات فيها عشوائية ولا وجود لفراغات غير محببة.

## الإنشاء ومواد البناء
حيث تم استخدام هيكل المبنى منشأ من 6700 طن من الحديد الإنشائي ثلاثي الأبعاد، و 000 22 عقدة واستخدم 1200 قضيب لحام و 1300 طن بدون اعمدة بلغ 118 م بالاتجاهين.

## مادة التغطية
Ethylene Tetra-) ETFE فهي مادة (cladding) أما مادة التغطية وهي مادة بلاستيكية قريبة من مادة التيفلون. (Fluoro Ethylene وفي هذا.(Air pillows) حيث تم تشكيلها كوسائد هوائية. المبنى استخدم 000 100 م² من هذه المادة.
Workers encapsulated the Water Cube’s structural frame in
4,000 ETFE pillows, installing up to 30,000 square feet of
the material each day.

## مميزات مادةاتفي
- وزنها خفيف حيث يبلغ 1% من وزن نفس المساحة من الزجاج، ويتميز عن الزجاج بأنه يدخل إنارة أكثر، وعازل أفضل، ولا يحتاج لهيكل داعم.
- يقلل تكاليف الطاقة بحوالي 30%
- يتحمل 400 مرة من وزنه.
- يمكن إعادة تدويره.

## التكنولوجيا
لعمل Structure Optimisation Program بتطوير Arup قامت التحليل الإنش ائي، وهذه الطريقة لتحدد أدنى وزن لكل جزء من المنشأ وذلك ضمن المتطلبات الإنشائية. وفي هذه المرحلة تم اختبار 000 22 جزء معدني تحت تأثير 190 حمل مختلف، وذلك وأخف وزن ممكن. ويساعد هذا للوصول لأقوى البرنامج بالسماح بتكرار تصميمات متعددة للوصول للهدف بدقة وسرعة.
CAD package – conversion وعملت على تطوير برنامج لضمان ان جميع العناصر الإنشائية سيتم تحويلها بدقة program
وهذا البرنامج يقوم بالمهمة خلال 25 دقيقة. D CAD model إلى 3

## عناصر الاستدامة المستخدمة
1. كون برك السباحة يجب أن تكون دافئة طوال السنة شكلوا ما. green house يشبه الدفيئة
2. يجمع المبنى 20% من الطاقة الشمسية عن طريق ال المنتشرة على كامل سطح المبنى، ويحفظ photovoltaic

المبنى 30% من الطاقة المستغلة للإضاءة، ونصف الطاقة المطلوبة للتدفئة المزدوجة لتساعد في التهوية ودخول ETFE
1. استخدام مادة الحرارة في الصيف. وتوفير الظلال حيث Glare أيضاً في تقليل ال ETFE
2. تساعد مادة تسمح خلال المنافسات بدخول فقط 5% من الضوء المرئي. بالهواء كلما قل عن ETFE
3. تم وضع نظام خاص لتزويد وسائد مستوى الهواء المطلوب. وإعادتها لبركة Gray water
4. وجود نظام تدوير المياه الرمادية السباحة، ونظام لجمع مياه الأمطار (الحصاد المائي).

فالسطح الخارجي للسقف يجمع 000 10 طن من ماء المطر و 000 80 طن لماء الشرب ويتم تخزين 000 140 طن من المياه المدورة. على أطر الفقاعات والتي LEDs
1. هذه الأنظمة غير مرئية لوجود تعطي منظراً يسرق الأنظار وخصوصاً في الليل. ظهر المبنى وكانه يعوم بالماء
2. أنظمة التدفئة تستخدم الماء الساخن المدور. تم استخدام 60% وتم وضع هذه أنظمة للمحافظة على الرطوبة 50% الأنظمة في النقطة الدنيا من السقف.
3. تم تزويد مقاعد المتف رجين بنظام تبريد بحيث يبقيهم في وضع جاف وبارد. وبالمقابل وضع نظام ليسمح بدخول الهواء الدافئ ويحافظ على درجة حرارة 28 لإبقاء السباحين في وضع دافئ ورطب.
4. تم وضع نظام خاص وكامل للإطفاء حسب الكودات في ETFE الصين. وقاموا قبل ذلك بعمل تجارب لمعرفة أداء مادة فلوحظ انكماشها مما يساعد بخروج الدخان.

## معرض صور

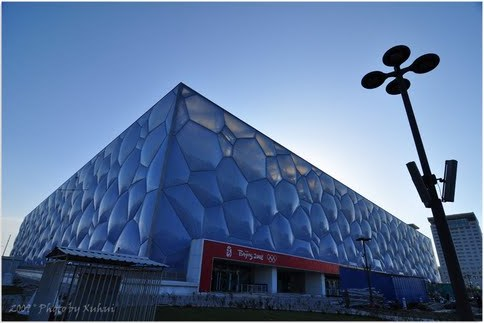
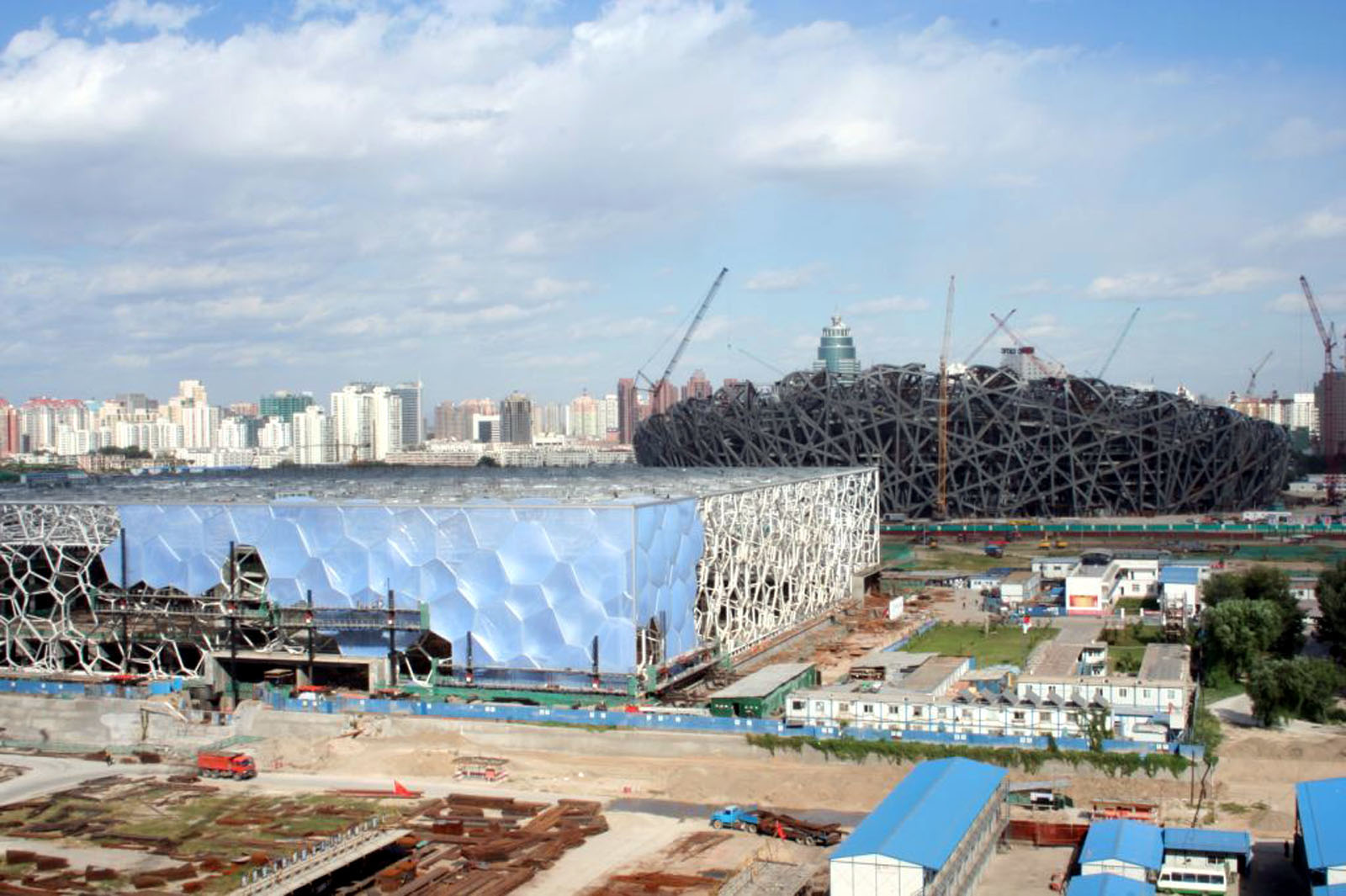
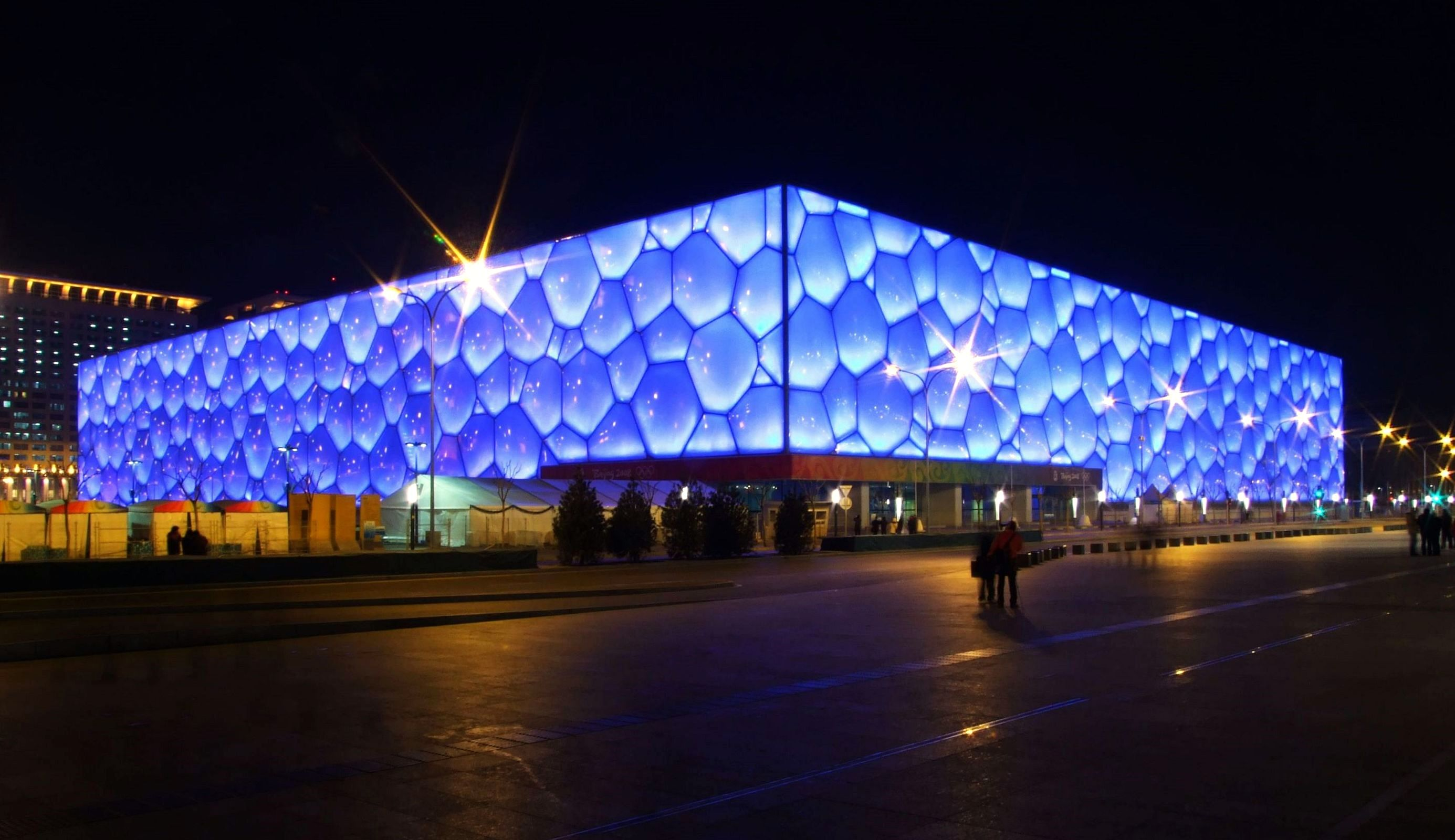
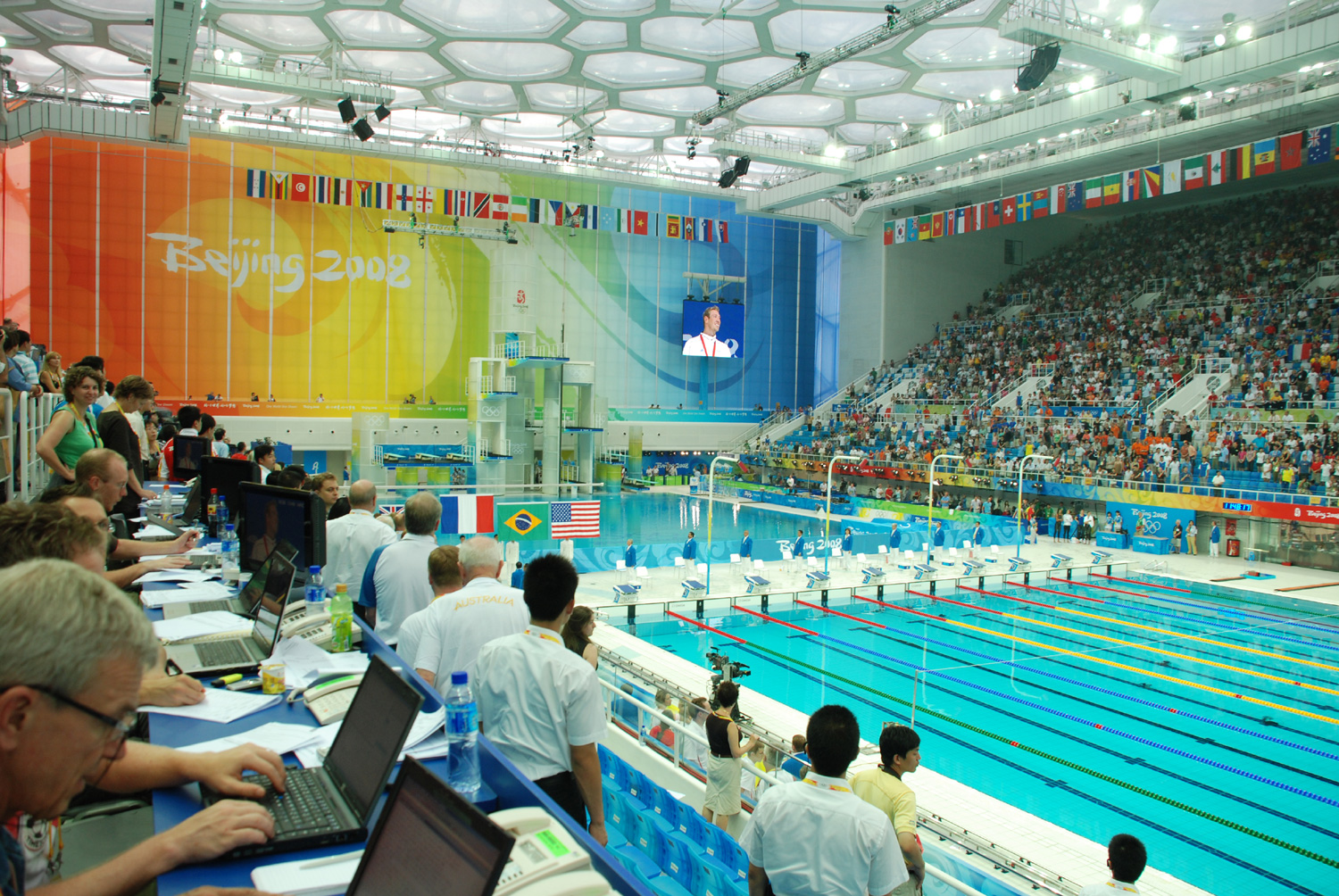